# Corinne Cléry
Corinne Cléry, född Piccolo 23 mars 1950 nära Paris, är en fransk skådespelare. Hon har medverkat bland annat som Corinne Dufour i Bond-filmen Moonraker samt som Barbara Gibson i Robotkriget.